# Capital City 300 1964
Capital City 300 1964 var ett stockcarlopp ingående i Nascar Grand National Series (nuvarande Nascar Cup Series) som kördes 14 september 1964 på den 0,5 mile (805 meter) långa ovalbanan Atlantic Rural Fairgrounds i Richmond i Virginia. Totalt avverkades 150 miles (241,401 km) fördelat på 300 varv. Banunderlaget var dirt. Loppet vanns av Cotton Owens i en Dodge ägd av Cottons själv på tiden 2:25.16. Cottons snitthastighet var 61,955 mph. Han var vid målgång ensam förare på ledarvarvet, ett varv före tvåan David Pearson som körde för Cotton Owens.
Prispotten uppgick till 12 535 dollar, varav 2 400 dollar gick till segraren.

## Resultat
| Plc     | Nr | Förare          | Team/ bilägare        | Konstruktör | Start | Varv | Ledda varv |
| ------- | -- | --------------- | --------------------- | ----------- | ----- | ---- | ---------- |
| 1       | 5  | Cotton Owens    | Cotton Owens          | Dodge       | 3     | 300  | 54         |
| 2       | 6  | David Pearson   | Cotton Owens          | Dodge       | 9     | 299  | 0          |
| 3       | 41 | Richard Petty   | Petty Enterprises     | Plymouth    | 10    | 292  | 0          |
| 4       | 19 | Larry Thomas    | Herman Beam           | Ford        | 12    | 289  | 0          |
| 5       | 11 | Ned Jarrett     | Bondy Long            | Ford        | 1     | 280  | 0          |
| 6       | 88 | Neil Castles    | Buck Baker Racing     | Chrysler    | 27    | 271  | 0          |
| 7       | 9  | Roy Tyner       | Roy Tyner             | Chevrolet   | 15    | 270  | 0          |
| 8       | 27 | Junior Johnson  | Matthews Racing       | Ford        | 4     | 264  | 78         |
| 9       | 32 | Mark Hurley     | Dave Kent             | Ford        | 7     | 262  | 0          |
| 10      | 52 | E.J. Trivette   | Jess Potter           | Chevrolet   | 21    | 254  | 0          |
| 11      | 54 | Jimmy Pardue    | Burton-Robinson       | Plymouth    | 17    | 223  | 0          |
| 12      | 78 | Buddy Arrington | Arrington Racing      | Dodge       | 14    | 219  | 0          |
| 13      | 83 | Worth McMillion | Worth McMillion       | Pontiac     | 32    | 206  | 0          |
| 14      | 1  | Billy Wade      | Bud Moore Engineering | Mercury     | 2     | 203  | 75         |
| 15      | 60 | Doug Cooper     | Bob Cooper            | Ford        | 23    | 203  | 0          |
| 16      | 64 | Elmo Langley    | John Berejoski        | Ford        | 31    | 186  | 0          |
| 17      | 45 | Bobby Isaac     | Louis Weathersbee     | Plymouth    | 5     | 184  | 0          |
| 18      | 16 | Darel Dieringer | Bud Moore Engineering | Mercury     | 6     | 182  | 0          |
| 19      | 99 | Gene Hobby      | Barney Humphries      | Plymouth    | 33    | 177  | 0          |
| 20      | 09 | Roy Mayne       | Bob Adams             | Chevrolet   | 16    | 175  | 0          |
| 21      | 34 | Wendell Scott   | Scott Racing          | Ford        | 20    | 159  | 0          |
| 22      | 43 | Jim Paschal     | Petty Enterprises     | Plymouth    | 8     | 116  | 0          |
| 23      | 02 | Curtis Crider   | Curtis Crider         | Mercury     | 26    | 103  | 0          |
| 24      | 3  | Buck Baker      | Fox Racing            | Dodge       | 13    | 101  | 0          |
| 25      | 20 | Jack Anderson   | Jack Anderson         | Ford        | 28    | 99   | 0          |
| 26      | 58 | Doug Moore      | Doug Moore            | Chevrolet   | 19    | 67   | 0          |
| 27      | 0  | Don Branson     | Jack Anderson         | Ford        | 24    | 65   | 0          |
| 28      | 61 | Bob Cooper      | Bob Cooper            | Pontiac     | 29    | 41   | 0          |
| 29      | 01 | Joe Cote        | Curtis Crider         | Mercury     | 25    | 15   | 0          |
| 30      | 86 | Steve Young     | Buck Baker Racing     | Chevrolet   | 22    | 11   | 0          |
| 31      | 55 | Tiny Lund       | Lyle Stelter          | Ford        | 11    | 10   | 0          |
| 32      | 68 | Bob Derrington  | Bob Derrington        | Ford        | 30    | 1    | 0          |
| 33      | 72 | Doug Yates      | Doug Yates            | Plymouth    | 18    | 1    | 0          |
| Källor: |    |                 |                       |             |       |      |            |